# Emanuele Tonon
Emanuele Tonon (Napoli, 1970) è uno scrittore italiano.

## Biografia
Nato nel 1970 a Napoli e cresciuto a Cormons, nel Friuli-Venezia Giulia, vive e lavora a Bitetto, in provincia di Bari. 
Dopo aver lavorato come operaio, a 19 anni è entrato nel convento francescano di Spello, ma ha lasciato la tonaca nel 1996 dopo una crisi di vocazione. 
Ha esordito nella narrativa nel 2009 con il romanzo Il nemico (vincitore del Premio Esor-dire) al quale ha fatto seguito due anni dopo La luce prima. Successivamente ha scritto I circuiti celesti, una biografia di Marco Simoncelli e Fervore, Premio Mondello 2016.
Suoi articoli sono apparsi in riviste quali Narrazioni e Granta Italia.

## Opere

### Romanzi
- Il nemico, Milano, Isbn Edizioni, 2009, ISBN 978-88-7638-150-8.
- La luce prima, Milano, Isbn Edizioni, 2011, ISBN 978-88-7638-263-5.
- Fervore, Milano, Mondadori, 2016, ISBN 978-88-04-65046-1.[5]

### Biografie
- I circuiti celesti: Marco Simoncelli, la breve vita di un angelo centauro[6], Roma, 66thand2nd, 2013 ISBN 978-88-96538-64-7